# Neoperla geniculata
Neoperla geniculata és una espècie d'insecte plecòpter pertanyent a la família dels pèrlids.

## Descripció
- Els adults presenten els ocels petits, les ales davanteres amb una llargària de 15-17 mm, les antenes marrons amb la part inferior clara i les potes grogues tret d'unes poques àrees.
- Les femelles tenen la vagina gran i allargada.
- L'ou fa 0,4 mm de llargada.[5]

## Hàbitat
En el seu estadi immadur és aquàtic i viu a l'aigua dolça, mentre que com a adult és terrestre i volador.

## Distribució geogràfica
Es troba a Àsia: el Japó.